# Euglossa fuscifrons
Euglossa fuscifrons är en biart som beskrevs av Dressler 1982. Euglossa fuscifrons ingår i släktet Euglossa, tribus orkidébin, och familjen långtungebin. Inga underarter finns listade.